# Кистєвий острів
Кистє́вий о́стрів (рос. Кистьевой остров) — невеликий острів у морі Лаптєвих, біля східного узбережжя півострову Таймир. Територіально відноситься до Красноярського краю, Росія.
Острів має видовжену форму, витягнутий із півночі на південь. Являє собою вузьку піщану косу. Оточений мілинами. На заході омивається лагуною Ловушка, яку він відмежовує від моря.
| Росія | Це незавершена стаття з географії Росії. Ви можете допомогти проєкту, виправивши або дописавши її. |